# Rowan Cheshire
Rowan Cheshire, née le 1er septembre 1995 à Alsager, est une skieuse acrobatique britannique spécialiste de half-pipe. 

## Carrière
Elle commence sa carrière au niveau international en 2011 et prend part à ses premiers Championnats du monde en 2013 à Voss où elle se classe 17e. En janvier 2014, Rowan Cheshire devient la première britannique à gagner une manche de Coupe du monde avec son succès à Calgary. Qualifiée pour les Jeux olympiques de Sotchi le mois suivant, elle chute lourdement à l'entraînement au Rosa Khutor Extreme Park, perdant conscience momentanément. Cet incident l'a contrainte à déclarer forfait pour la compétition olympique de half-pipe. En plus des blessures physiques, elle souffre au niveau mental pendant de nombreux mois à cause du traumatisme.
Aux Championnats du monde 2017, elle atteint la finale du half-pipe pour se classer sixième. Elle fait de même aux Jeux olympiques d'hiver de 2018, où elle prend la septième place.

## Palmarès

### Jeux olympiques
| Édition/Discipline    | half-pipe |
| JO 2018 à Pyeongchang | 7e        |

### Championnats du monde
| Édition/Discipline             | half-pipe |
| Mondiaux 2013 à Voss-Myrkdalen | 17e       |
| Mondiaux 2017 à Sierra Nevada  | 6e        |

### Coupe du monde
- Meilleur classement général : 35e en 2014.
- Meilleur classement en half-pipe : 7e en 2014.
- 1 podium, dont 1 victoire.

#### Détails des victoires
| Édition / Épreuve | Half-pipe |
| 2014              | Calgary   |